# Naturschutzgebiet Rombrauk
Das Naturschutzgebiet Rombrauk ist ein 5,63 ha großes Naturschutzgebiet (NSG) in der Gemeinde Kierspe im Märkischen Kreis in Nordrhein-Westfalen. Das NSG wurde 2003 vom Kreistag des Märkischen Kreises mit dem Landschaftsplan Nr. 7 Kierspe ausgewiesen. Das NSG besteht aus drei Teilflächen.

## Gebietsbeschreibung
Bei dem NSG handelt es sich um das Wiesental der Romecke mit der Flussaue. Im Grünland befinden sich Feucht- und Nassgrünlandes. Im naturnahen Nasswäldern finden sich Bach-Erlen-Eschenwald und Erlen-Sumpfwald. Im Quellbereich eines namenlosen Zulaufs der Romecke stocken Nasswälder.

## Schutzzweck
Das Naturschutzgebiet wurde zur Erhaltung und Entwicklung des Wiesentals mit Quellbereichen, Nasswäldern und Grünland ausgewiesen. Wie bei anderen Naturschutzgebieten in Deutschland wurde in der Schutzausweisung darauf hingewiesen, dass das Gebiet „wegen der landschaftlichen Schönheit und Einzigartigkeit“ zum Naturschutzgebiet wurde.